# Atyria isis
Atyria isis là một loài bướm đêm trong họ Geometridae.